# Artralgia
Artralgia, no contexto da medicina, é a sintomatologia dolorosa associada a uma ou mais articulações do corpo.
Normalmente é usada quando a dor não gera inflamação. Caso seja inflamatória, passa a ser chamada de artrite. Normalmente, o tratamento paliativo é feito com analgésicos.

## Principais causas
- Lesão causada por esforço excessivo
- Acidentes
- Gota (excesso de ácido úrico)
- Osteoartrite
- Artrite séptica
- Tendinite
- Bursite
- Infecções
- Osteomielite
- Doenças autoimunes (como lúpus, pênfigo, etc.)
- AIDS
- Rubéola
- Utilização de medicamentos que tenham em sua composição cloridrato de metilfenidato